# Varan stepní
Varan stepní (Varanus exanthematicus) je druh ještěra obývající oblast subsaharské Afriky severně od zemského rovníku. Může měřit až 1,5 m, hmotnost se může vyšplhat i na 70 kg. Dle IUCN je málo dotčený.

## Systematika
Druh varan stepní (Varanus exanthematicus) náleží v současnosti do čeledi varanovití (Varanidae) a rodu varan (Varanus). Poprvé jej popsal Louis Augustin Guillaume Bosc roku 1792 na základě jedince odchyceného u Senegal River. Použil pro něj jméno Lacerta exanthematica, roku 1820 byl druh přejmenován na Varanus exanthematicus a původní jméno je hodnoceno jako vědecké synonymum. Historicky byl jako poddruh varana stepního hodnocen varan bělohrdlý (Varanus albigularis), nyní samostatný druh. Systematicky nejistá je forma Varanus exanthematicus ocellatus ze Súdánu.
V rámci rodu Varanus varana stepního německý herpetolog Robert Mertens zařadil do podrodu Empagusia, kam jej umístil společně s varanem žlutohrdlým (Varanus flavescens). Böhme & Ziegler roku 1997 zvolili umístění v jiném podrodu, Polydaedalus, jež varan stepní tvoří společně s dalšími čtyřmi varany: varanem bělohrdlým (Varanus albigularis), nilským (Varanus niloticus), jemenským (Varanus yemenensis) a ozdobným (Varanus ornatus).
Druhové jméno exanthematicus pochází z řečtiny a označuje „puchýře na kůži”.

## Výskyt
Varana stepního lze nalézt v oblasti subsaharské Afriky, kterou obývá severním směrem od zemského rovníku, přičemž hranici nejjižnějšího výskytu tohoto tvora nelze přesně určit kvůli koexistenci s jinými varany (varan bělohrdlý). Areál jeho výskytu se táhne od západní Afriky až po Keňu (severozápadní) a Etiopii (jihozápadní). Podle Mezinárodního svazu ochrany přírody žije v Beninu, Burkině Faso, Kongu i v Demokratické republice Kongo, Libérii, Pobřeží slonoviny, Senegalu, Nigérii, Nigeru, Čadu, Sierra Leone, Gambii, Togu, Ugandě, Kamerunu a dalších státech. Chybí v nejvýchodnějších oblastech Afriky. Varan stepní se vyskytuje i na Floridě, kam byl introdukován. Fosilní záznamy tohoto druhu nejsou známy.
Co se týče biotopu, varan stepní se dovede přizpůsobit řadě různých přirozených prostředí. Výjimku tvoří dvě stanoviště: tropické deštné pralesy a pouštní oblasti, skalnaté pouště však může obývat. Vyskytuje se i v otevřených lesních oblastech, ale nejčastěji preferuje savany.

## Popis
Varan stepní je ještěr tlustého těla vybavený širokou hlavou, krátkým krkem a krátkým ocasem. Může dosahovat velikosti až 1,5 m, možná i metry dva, hmotnost se potom může vyšplhat na 70 kg. Zvířata dosahující velikosti okolo jednoho metru nejsou nicméně v přírodě běžná. Čerstvě vyklubaná mláďata potom měří od čenichu po kloaku zhruba 7 cm a jejich hmotnost nečiní více než 7 gramů. Tělo varana stepního pokrývají velké šupiny. Na horní části hlavy jsou nepravidelné a postupně na krku přecházejí do oválného a zploštělého tvaru. V šupinách na hřbetě jsou jamky, šupiny na břiše mají potom tvar obdélníku a jsou hladké. Zbarvení se pohybuje od šedé po hnědou, se žlutými znaky na hřbetě; žluté znaky jsou rovněž na ocase a žlutavého zbarvení dosahuje také spodní strana těla. Mláďata mají potom nažloutlý čenich, toto zbarvení vymizí během několika týdnů.

## Chování

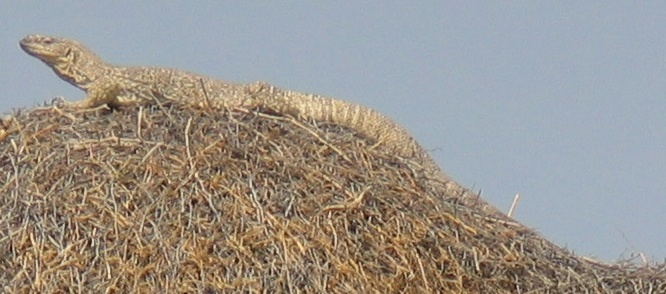
Varan stepní v Namibii

Varan stepní je denním živočichem, v nejteplejších částech dne ale vyhledává úkryt. Od konce prosince do dubna není výrazněji aktivní. Samci tohoto druhu jsou agresivní a střeží si své teritorium před ostatními samci. V případě interakce se samec snaží svého soka zastrašit, a pokud nehodlá ustoupit, dojde k boji, jenž může vyústit i ve vážná zranění. Varani se orientují pomocí pachových stop rozpoznávaných jazykem, který kvůli jejich zachytávání vysunují z tlamy až čtyřicetkrát za dvě minuty. Při lovu kořisti se frekvence násobně zvýší. Svou kořist hledají varani na zemi či pod zemí. Živí se hlavně členovci a měkkýši, za účelem konzumace hlemýžďů se u varana vyvinuly tupé zuby a specializovaná čelist; díky těmto adaptacím může drtit jejich tvrdou schránku. R. Steele ve své monografii Living Dragons uvedl, že druh žere i některé obratlovce, Bennet tuto možnost nicméně vylučuje.
Rozmnožování připadá na období dešťů, v Ghaně dochází k páření a nakladení snůšky během listopadu a prosince, mláďata se obvykle líhnou mezi březnem a dubnem. V Súdánu byla čerstvě vylíhnutá mláďata pozorována v červnu, ze Senegalu pochází záznam mláďat z července. Před pářením si nejprve samec vybere samici, kterou následuje a napadá tak dlouho, dokud nesvolí ke spáření. Dvacet až padesát vajíček (rekordní zaznamenaný počet činil 41) samice naklade do mělkých vyhrabaných hnízd nebo do termitišť. Z vajíček se po pěti až šesti měsících vylíhnou mláďata živící se především bezobratlými, ale výjimkou není ani vzájemný kanibalismus.
Mezi parazity se řadí klíšťata.

## Ohrožení
Stav populace varana stepního je neznámý, v některých částech jeho areálu sice může klesat, ale celkově je pravděpodobně stabilní. Nebezpečí pro druh představuje lov. Loven je z různých důvodů. Často je zabíjen pro kožedělnické účely. Mezi lety 1975 až 1986 bylo zabito pro kůži okolo 1 370 000 varanů. Ve východní Africe probíhá pravděpodobně významný obchod s kůží, avšak není ohledně něj známo dostatek informací. V obchodu se zvířaty figuruje tento varan na prvním místě mezi ostatními varany, jako chovanec je populární například ve Spojených státech amerických. Kvůli obchodu s těmito ještěry bývá každoročně odchyceno přes 100 000 kusů. V některých západoafrických zemích je loven pro maso a také pro tradiční medicínu.
I přes značný počet jedinců odchycených pro obchod se zvířaty je pravděpodobně populace nadále udržitelná. Mezinárodní svaz ochrany přírody (IUCN) hodnotí druh jako málo dotčený. Zároveň však IUCN také poukazuje na nedostatek informací ohledně odlovu varanů z volné přírody v některých oblastech a doporučuje získávání dalších informací. Úmluva o mezinárodním obchodu s ohroženými druhy volně žijících živočichů a rostlin zařadila varana stepního pod identifikačním číslem taxonu 7376 na přílohu II: obchodování je na mezinárodní úrovni omezeno a podřízeno dozoru. Ochranu tohoto druhu zajišťuje také výskyt v chráněných areálech; zároveň je doporučeno jejich další rozšiřování.